# Acroricnus stylator
Acroricnus stylator là một loài tò vò trong họ Ichneumonidae.

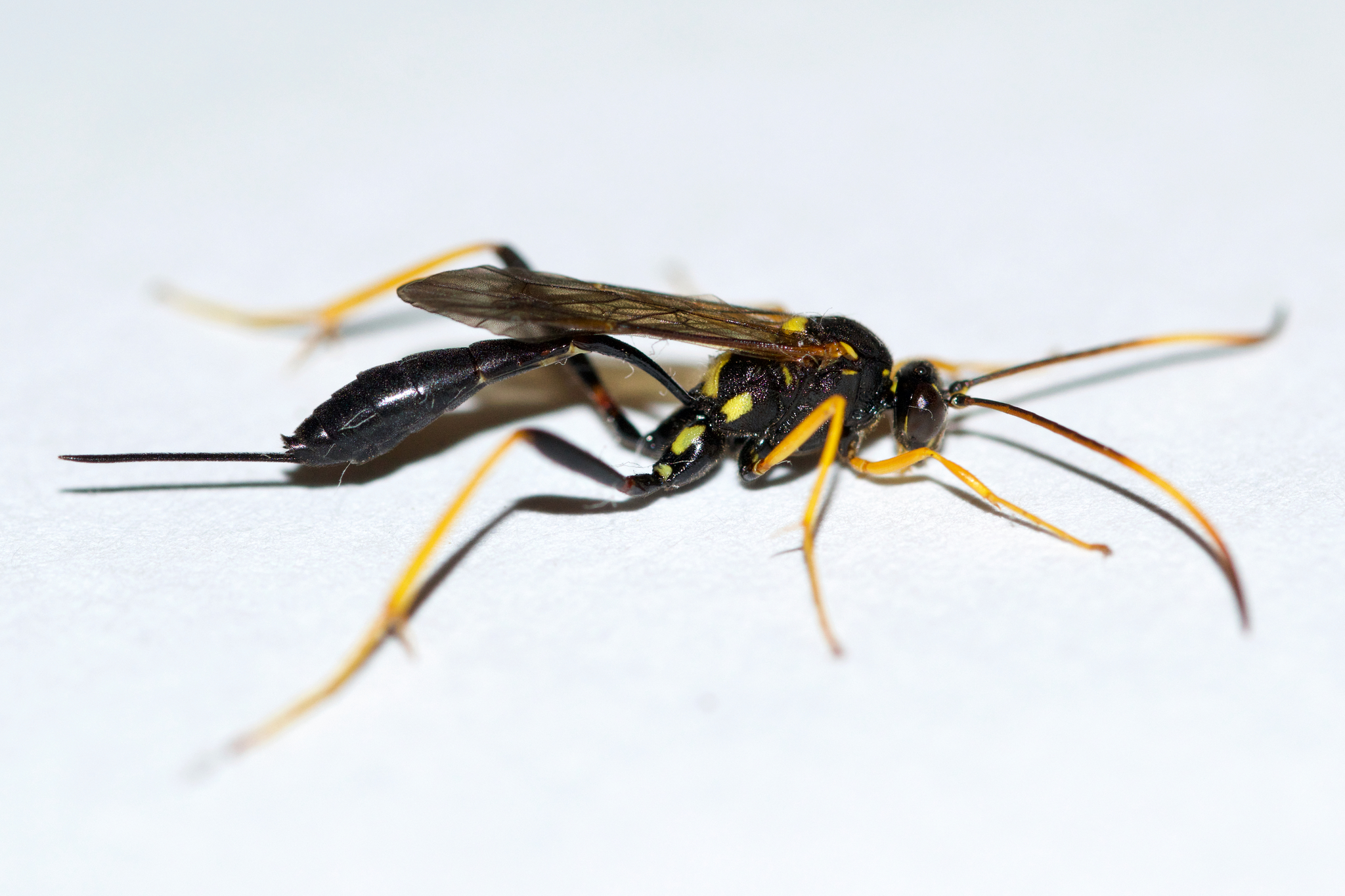
Acroricnus stylator aequatus
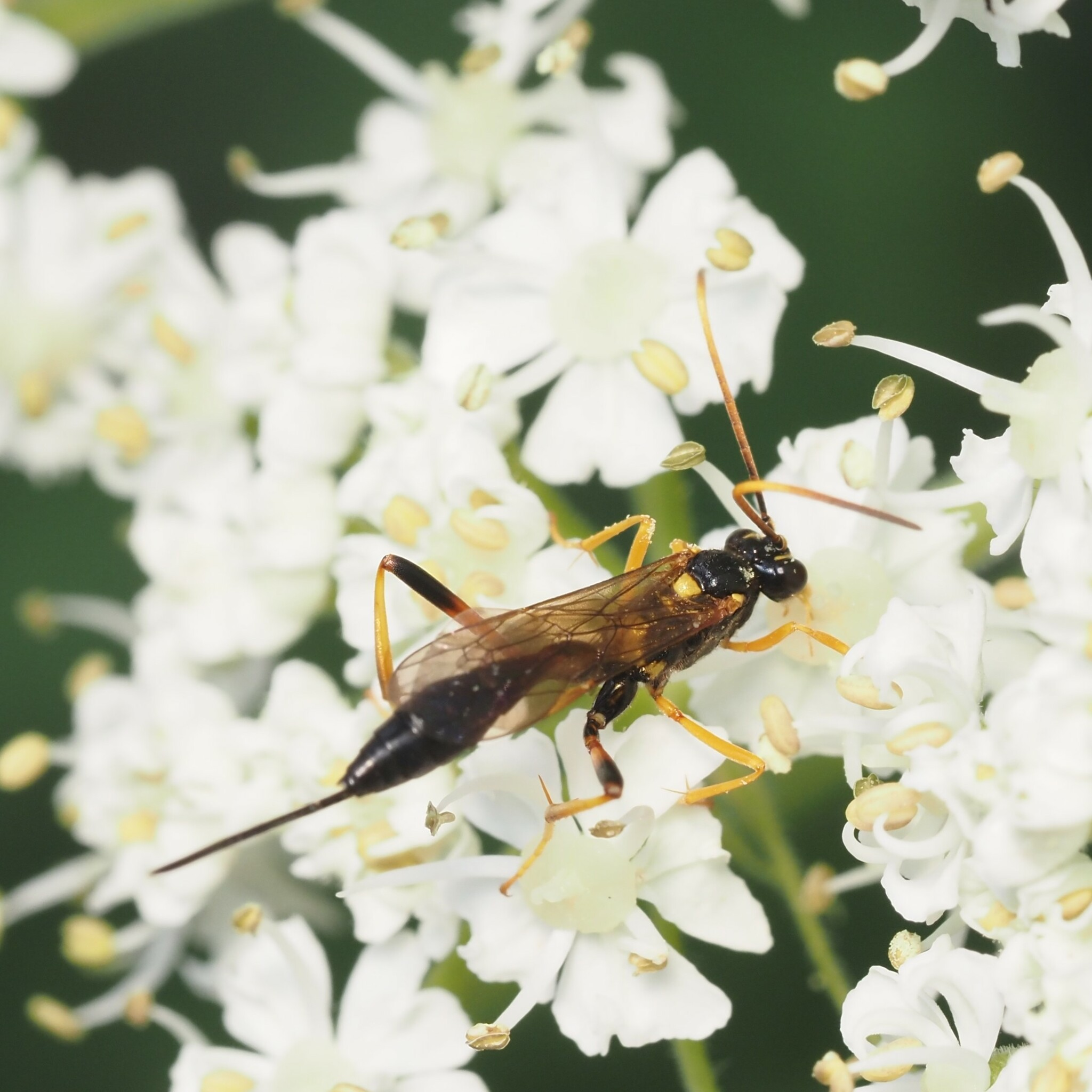
Acroricnus stylator excelsus
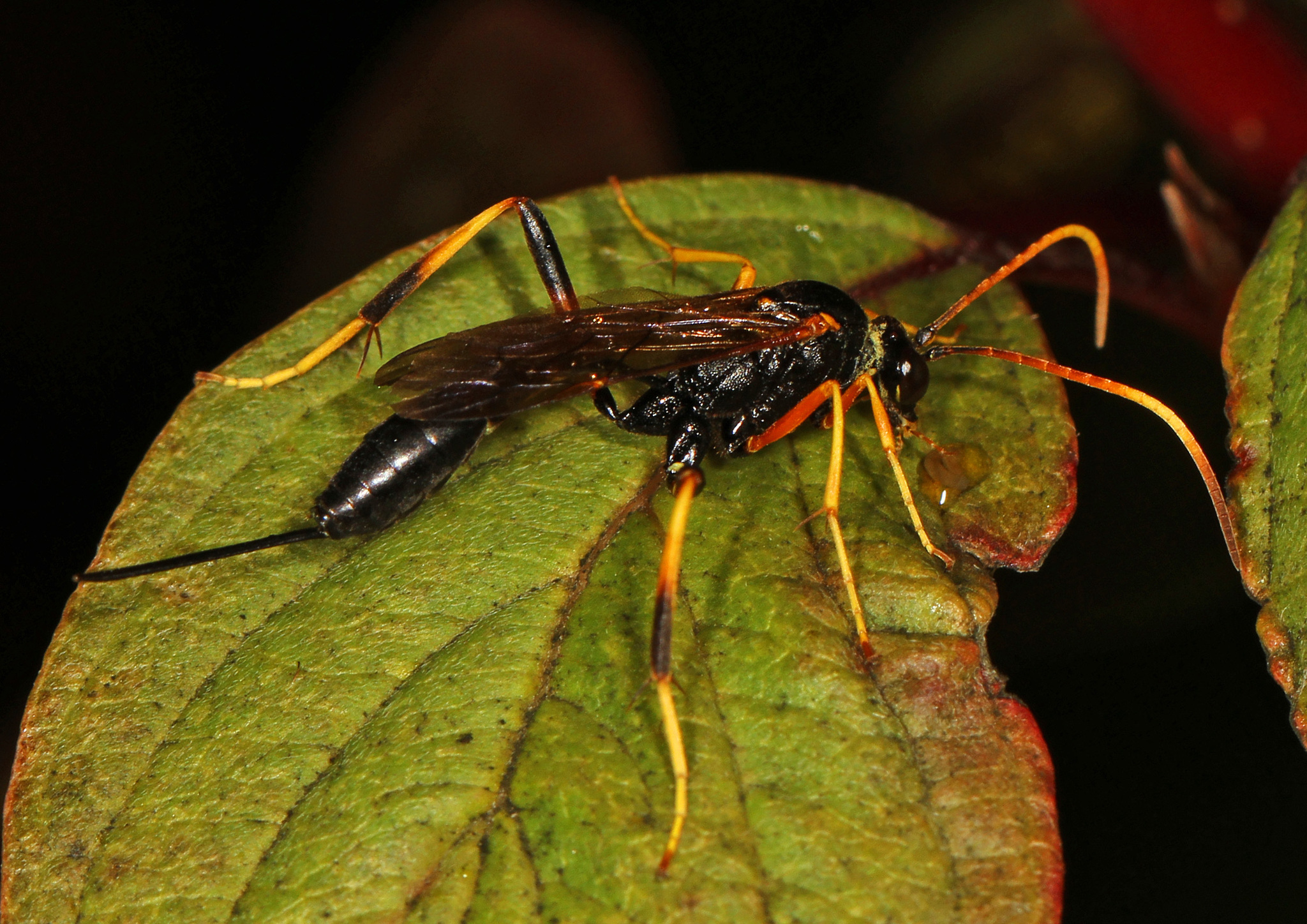
Acroricnus stylator niger
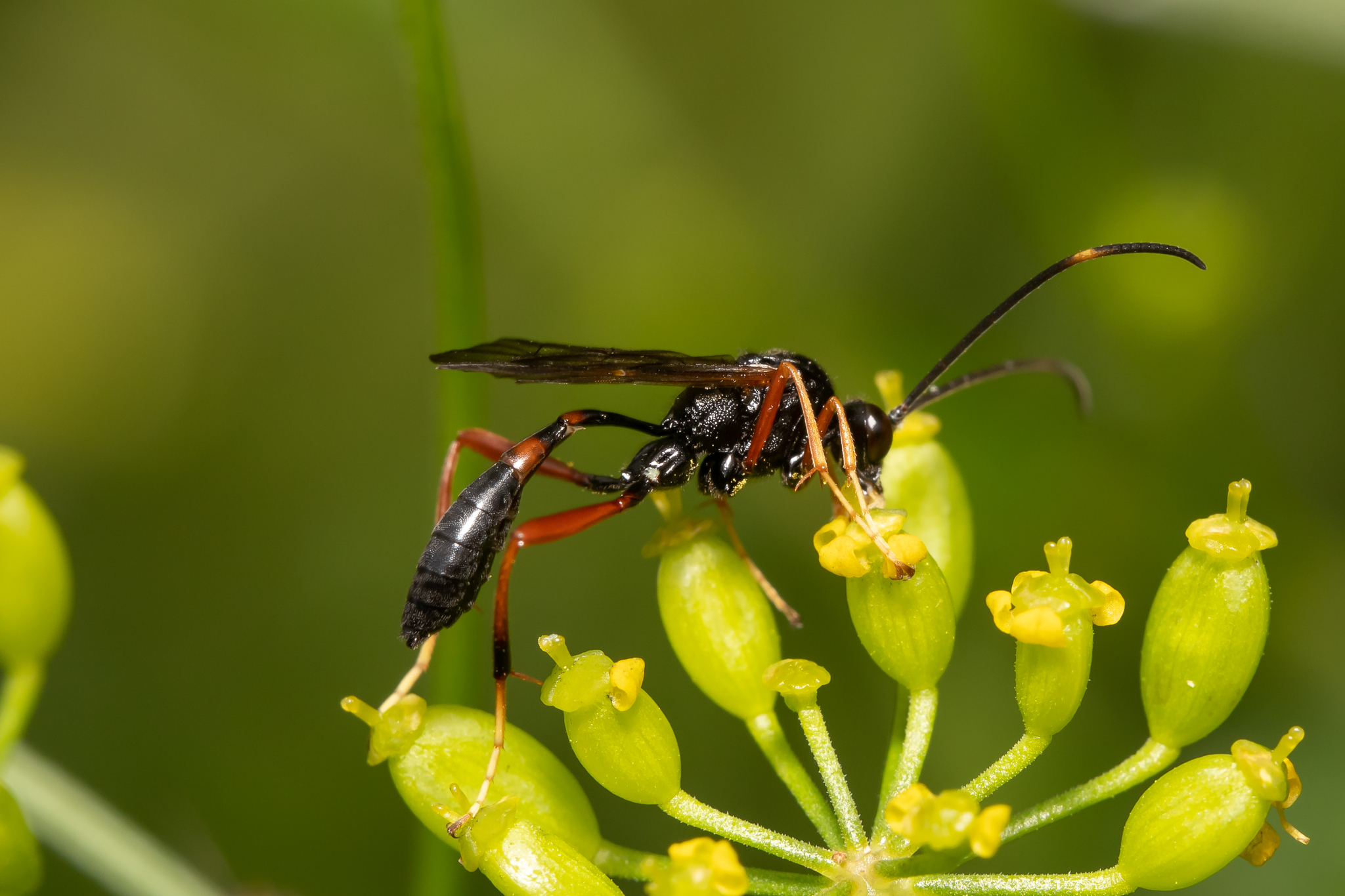
Acroricnus stylator stylator